# Erhart von Machwitz

Wappen derer von Machwitz

Erhart von Machwitz (* um 1380; † nach 1422) war Amtmann in Schauenstein.

## Leben
Erhart stammte aus dem Adelsgeschlecht derer von Machwitz. Am 4. Juni 1422 weilte er u. a. neben Graf Oswalt von Truhendingen, Conrad von Aufseß, Hans von Sparneck, Caspar von Waldenfels, Hans von Seebach und Apel von Vitzthum der Ältere auf dem Schloss Schleiz, wo ein Landfriedensbündnis zur Sicherung der Landstraßen gegen Räuberei und Plackerei zwischen  Kurfürst Friedrich von Brandenburg und den Landgrafen Friedrich der Ältere, Wilhelm und Friedrich der Jüngere von Thüringen abgeschlossen und gegenseitige Hilfe zugesagt wurde. Erhart von Machwitz musste sich verpflichten, dafür Sorge zu tragen, dass sein Nachfolger in der Funktion des Amtmanns in Schauenstein sich in Weida zum abgeschlossenen Landfriedensbündnis bekannte.